# Carme Artigas i Brugal
Carme Artigas i Brugal (Vilassar de Mar, 5 d'abril de 1968) és una empresària i executiva catalana, dedicada fonamentalment al sector tecnològic. Des de 2020 és la secretària d'Estat de Digitalització i Intel·ligència Artificial, dependent del Ministeri d'Assumptes Econòmics i Transformació Digital del govern d'Espanya.

## Trajectòria
Es va llicenciar en Enginyeria Química a l'Institut Químic de Sarrià (Barcelona) i en Ciències Químiques per la Universitat Ramon Llull, a més de cursar un grau en Direcció executiva en Capital de risc per l'Haas School of Economics (Universitat de Berkeley) de Califòrnia. Va defensar la seva tesi al Max Plank Institute de Múnic, sobre química quàntica i càncer.
Va ser nomenada com a Secretaria d'Estat de Digitalització i Intel·ligència Artificial per la vicepresidenta i ministra d'Economia del Govern d'Espanya, Nadia Calviño, després de la formació el gener de 2020 del govern de coalició PSOE-Unides Podem, presidit per Pedro Sánchez. Ha estat considerada «una de les majors expertes en l'aplicació pràctica del big data i la intel·ligència artificial d'Espanya». A més, és ambaixadora a Espanya de les conferències Women in data science de la Universitat Stanford i membre de la fàbrica d'idees Data innovation network de la Universitat de Colúmbia.
L'any 2016, Artigas fou reconeguda entre les trenta directives més influents i amb més projecció internacional per la publicació nord-americana Insights Success, essent l'única espanyola a figurar en la llista. L'octubre de 2019, Artigas va rebre el premi #WeLeadership 2019 al Talent Femení en Innovació Tecnològica durant el Congrés Women Evolution, celebrat a Barcelona. Al desembre del mateix any va ser nomenada Ambaixadora de Tecnologia Digital en els III Premis Digitals El Español, com a reconeixement als seus vint anys de trajectòria com a empresària i directiva en el sector tecnològic, experta en dades massives, intel·ligència artificial i innovació tecnològica.
El novembre de 2023 fou nomenada copresidirà d'un nou òrgan de l'ONU que analitzarà la governança en Intel·ligència Artificial, l'IA advisory Body.
El 2025 fou inclosa a la llista Forbes de les 100 dones més influents de Catalunya.